# 只野凡児 人生勉強
『只野凡児 人生勉強』（ただのぼんじ じんせいべんきょう）は、1934年に日本で公開された映画。

## 概要
原作は麻生豊の漫画「只野凡児」。
1934年1月公開。チャップリンの『街の灯』とともに2月以降も続映された。

## スタッフ
- 監督：木村荘十二
- 脚本：松崎啓次、伊馬鵜平
- 原作：麻生豊
- 撮影：立花幹也
- 音楽：紙恭輔
- 美術：北猛夫
- 録音：市川綱二

## キャスト
- 藤原釜足
- 丸山定夫
- 古川緑波
- 堤真佐子
- 竹久千恵子
- 大辻司郎
- 細川ちか子
- 清川虹子